# Gymnema
Genre
Synonymes
- Apocynum L.
- Bidaria (Endl.) Decne. Eig.[3]

Gymnema, néolatin qui vient du grec « gymnos » : « nu » et de « νῆμα » : nēma : « fil »), est un genre de plante à fleurs de la famille des Apocynaceae décrit pour la première fois en tant que genre en 1810.
L'espèce, Gymnema sylvestre, est couramment utilisée comme complément alimentaire et a la capacité de supprimer le goût sucré. C'est un "fruit miracle".
Liste des espèces

- Gymnema acuminatum  Népal, nord de l'Inde, ouest de la Malaisie
- Gymnema albidum – Timor
- Gymnema albiflorum  – nord du Vietnam
- Gymnema brevifolium – Australie
- Gymnema calycinum  – Luçon
- Gymnema chalmersii – Nouvelle-Guinée
- Gymnema cumingii – Philippines
- Gymnema cuspidatum
- Gymnema decaisneanum  – Tamil Nadu
- Gymnema dissitiflorum – ouest de la Malaisie
- Gymnema dunnii  – Australie
- Gymnema elegans  – Tamil Nadu
- Gymnema erianthum –  Nouvelle-Calédonie
- Gymnema foetidum  – Yunnan
- Gymnema glabrum – Myanmar
- Gymnema griffithii – Thaïlande
- Gymnema hainanense  – Hainan
- Gymnema hirtum – ouest de la Malaisie
- Gymnema inodorum – sud de la Chine, Inde, sud-est de l'Asie
- Gymnema javanicum – Java
- Gymnema khandalense – Maharashtra
- Gymnema lacei – Myanmar, Bangladesh
- Gymnema lactiferum – Inde, Sri Lanka
- Gymnema latifolium – sud de la Chine, Inde, Népal, nord de l'Indochine
- Gymnema littorale – Java
- Gymnema longiretinaculatum – sud de la Chine
- Gymnema lushaiense – Assam
- Gymnema macrothyrsa  – Célèbes
- Gymnema maingayi  – Malacca
- Gymnema mariae –  Philippines
- Gymnema micradenium – Queensland
- Gymnema molle  – Myanmar
- Gymnema montanum – Inde
- Gymnema muelleri – Territoire du Nord en Australie
- Gymnema pachyglossum – Luçon
- Gymnema piperi  – Mindanao
- Gymnema pleiadenium  – Queensland
- Gymnema recurvifolium  – Nouvelle-Guinée
- Gymnema rotundatum – Sri Lanka
- Gymnema rufescens  –  Madagascar
- Gymnema schlechterianum  –  Philippines
- Gymnema spirei  – Laos
- Gymnema suborbiculare – Nouvelle-Guinée
- Gymnema sylvestre – sud de la Chine, Îles Ryukyu, sud-est de l'Asie, Inde, Sri Lanka, Afrique
- Gymnema syringaefolium  – Timor
- Gymnema thorelii  – Laos
- Gymnema tricholepis – Nouvelle-Guinée
- Gymnema trinerve  – Australie
- Gymnema uncarioides  – Luçon
- Gymnema yunnanense – Guangxi, Yunnan

et anciennement inclus
- Gymnema columnare, syn. de Gongronema nepalense
- Gymnema crenatum, syn. de Loeseneriella crenata
- Gymnema finlaysonii, syn. de Gongronema finlaysonii
- Gymnema longepedunculatum, syn. de Tylophora longipedunculata
- Gymnema macrocarpum, syn. de Dregea schimperi
- Gymnema nepalense, syn. de Gongronema nepalense
- Gymnema nitidum, syn. de Salacia nitida
- Gymnema reticulatum, syn. de Hoya reticulata
- Gymnema sagittatum, syn. de Gongronema nepalense
- Gymnema subnudum, syn. de Sarcolobus subnudus
- Gymnema tenacissimum, syn. de Marsdenia tenacissima
- Gymnema thomsonii, syn. de Gongronema thomsonii
- Gymnema wallichii, syn. de Gongronema wallichii